# GATX
Die GATX (General American Transportation Corporation) ist eine US-amerikanische Leasinggesellschaft für Schienenfahrzeuge mit Sitz in Chicago. GATX wurde 1898 gegründet und ist seit 1916 an der New Yorker Börse notiert.
Ursprünglich war die Abkürzung des Unternehmens „GAT“. Der Buchstabe „X“ in der Firmenbezeichnung kommt daher, dass die Eigentümerkennzeichnung (Reporting mark) nordamerikanischer Schienenfahrzeuge mit einem „X“ endet, wenn sie keinem Eisenbahnverkehrsunternehmen gehören.

## Geschichte
Das Unternehmen wurde 1898 von Max Epstein als Atlantic Seaboard Dispatch in Chicago, Illinois, gegründet, um Bier in Kühlwaggons für die Duquesne Brewing Company zu transportieren.
Im Jahr 1902 wurde das Unternehmen in German-American Car Co. umbenannt. 1916 änderte es seinen Namen in General American Tank Car Corp. und wurde durch einen Börsengang zu einer Aktiengesellschaft. 1933 wurde es in General American Transportation Corp. umbenannt.
Im Jahr 1994 erwarb GATX eine Minderheitsbeteiligung von 37,5 Prozent am Schweizer Güterwagenvermieter AAE, der damals einen Bestand von 2.500 Waggons aufwies. Nachdem dessen Waggonanzahl nach 19 Jahren kontinuierlich auf 30.000 gesteigert werden konnte, kaufte die AAE den GATX-Anteil an AAE Cargo für 84,5 Millionen Euro im September 2013 wieder zurück. Dadurch konzentriert sich das Unternehmen in Europa auf die dortige eigene Tochtergesellschaft.
Mit Wirkung vom 1. Januar 2000 wurde die General American Transportation Corporation in GATX Rail Corporation umbenannt, eine Einheit der GATX Corporation.
Im Jahr 2004 verkaufte das Unternehmen seine Technologie-Leasing-Einheit für rund 200 Millionen Dollar an die CIT Group. Im März 2014 erwarb das Unternehmen die nordamerikanische Güterwagenflotte von GE Capital Rail Services, die aus mehr als 18.500 Güterwagen bestand. Im November 2018 gab das Unternehmen eine Vereinbarung über den Erwerb von bis zu 3.100 Waggons von ECN Capital für bis zu 229 Millionen US-Dollar bekannt. Im Mai 2020 verkaufte das Unternehmen die American Steamship Company, sein Geschäft mit Schüttgutschiffen, für 260 Millionen US-Dollar an Rand Logistics.
Im Dezember 2020 erwarb das Unternehmen die Trifleet Leasing Holding B.V., den viertgrößten Tankcontainer-Vermieter weltweit.

## Geschäftsfelder

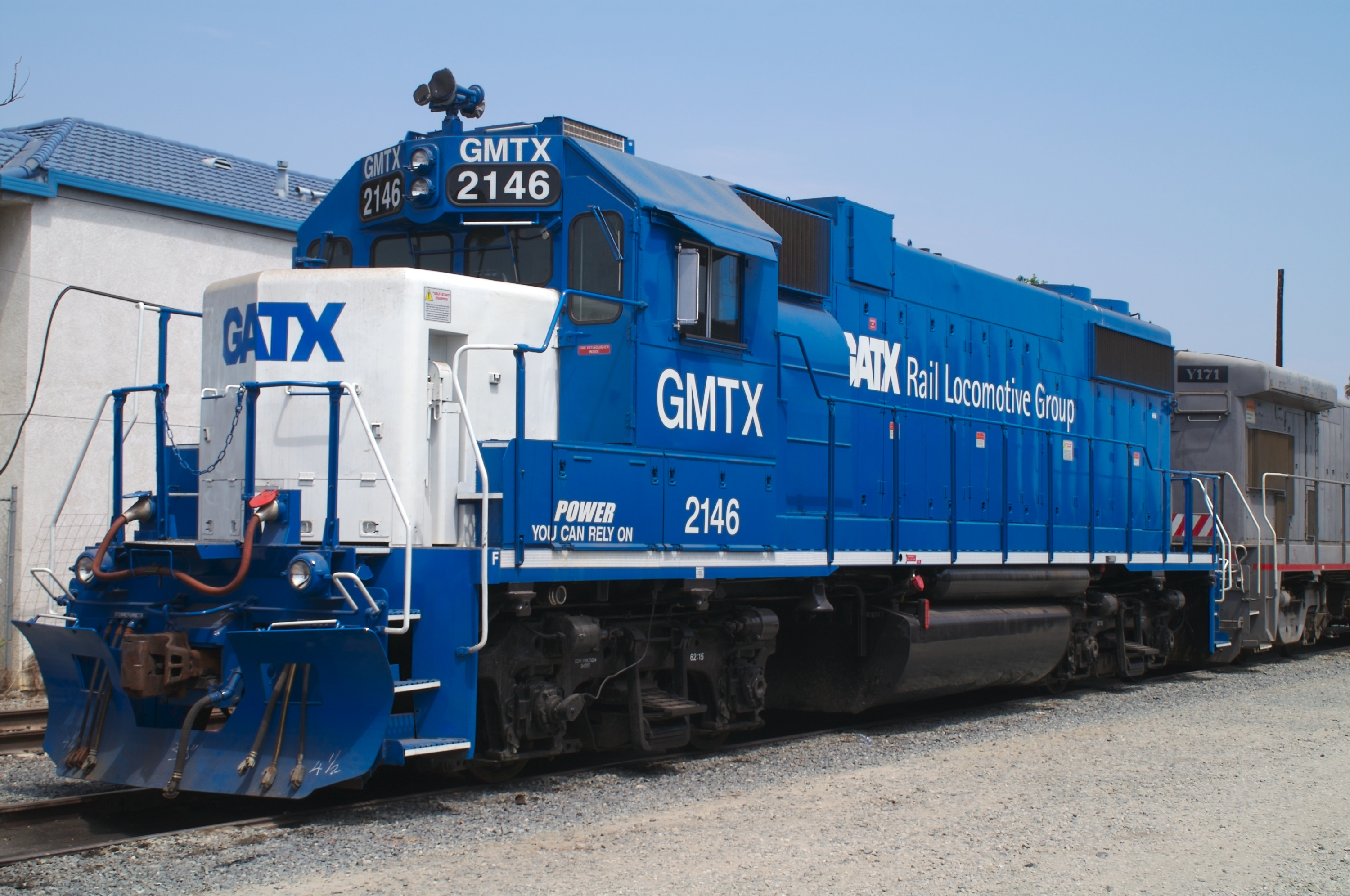
GATX-Lokomotive

Hauptgeschäftsfeld des in Nordamerika, Europa und Indien aktiven Unternehmens ist das Vermieten und Finanzieren von Lokomotiven und Eisenbahnwagen, vor allem Kesselwagen. GATX kontrolliert hierdurch einen der größten Eisenbahnwagenparks der Welt (etwa 154.000 Wagen und rund 600 Lokomotiven).
GATX ist mit der Sparte Portfolio Management auch im Bereich Leasing und Finanzierung von Industrieanlagen sowie über die American Steamship Company im Bereich See- und Binnenschiffen aktiv.

### Rail North America
In Nordamerika werden 131.000 Waggons und ungefähr 600 vierachsige Lokomotiven vermietet.

### Rail International

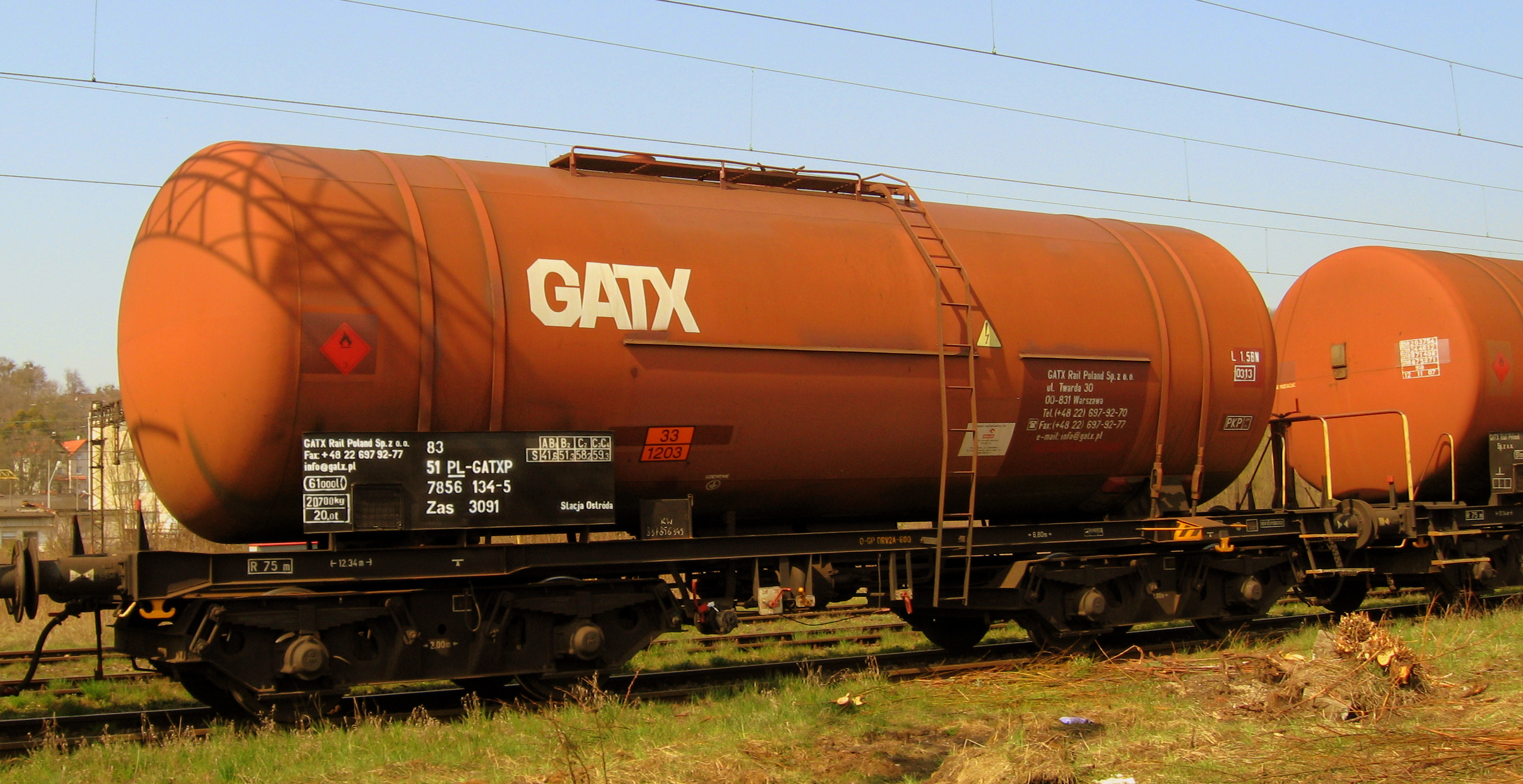
Brauner GATX-Kesselwagen

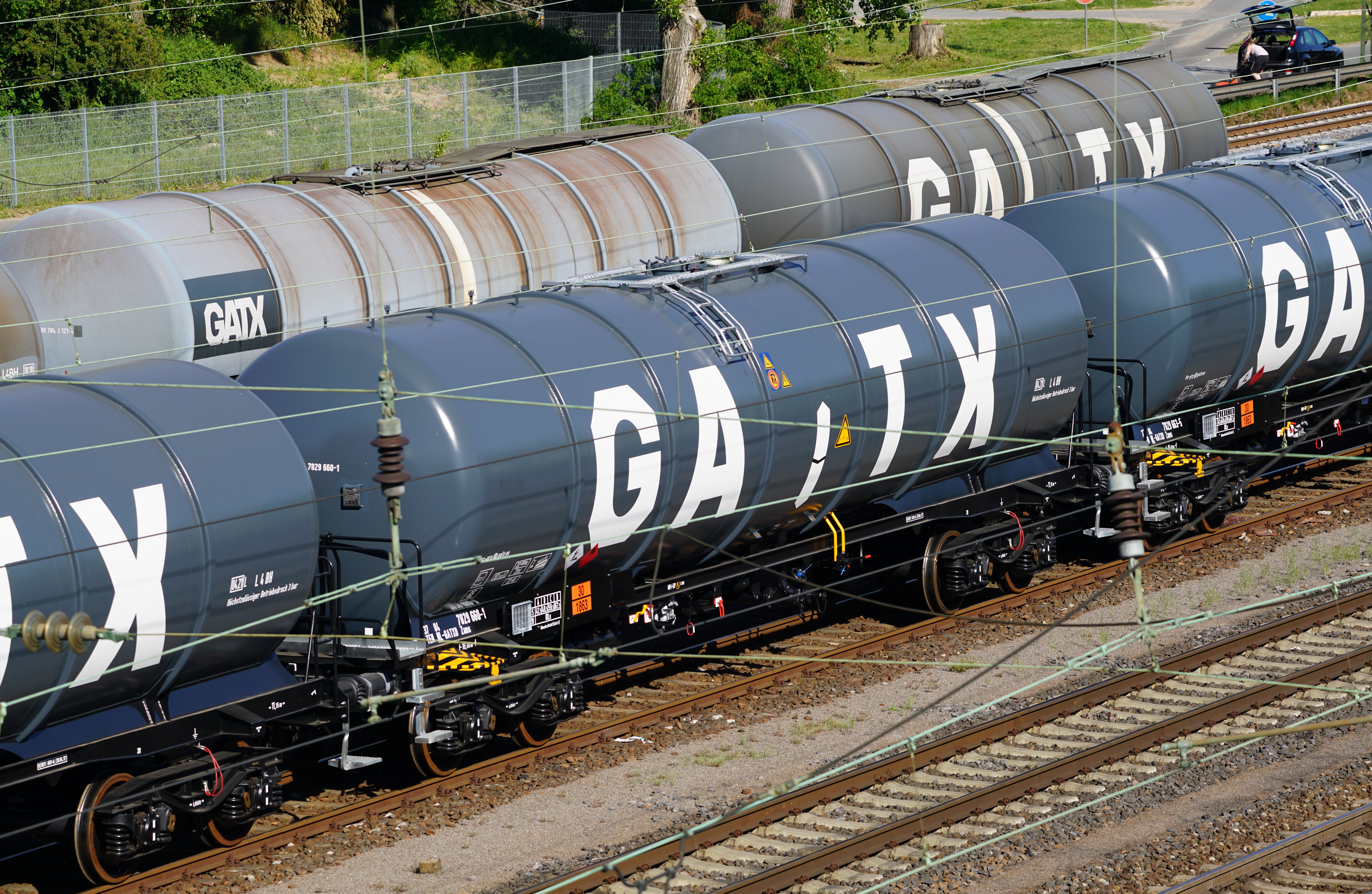
Kesselwagen der GATX in blauer Farbgebung im Bahnhof Mainz-Bischofsheim

In Europa werden im Bereich GATX Rail Europe 22.500 Waggons, vor allem Kesselwagen, vermietet.
Hier bestehen die drei Tochtergesellschaften GATX Rail Austria GmbH, GATX Rail Germany GmbH und GATX Rail Poland Sp. z o.o. Die deutsche Gesellschaft übernahm 2002 die KVG Kesselwagen Vermietgesellschaft mbH und die polnische Gesellschaft ging 2001 aus dem Tankwagenvermieter DEC Sp. z o.o. hervor.
Im Jahr 2010 wurde GATX India Private Ltd. gegründet, die dem Geschäftsfeld GATX Rail India zugeordnet ist und die 2012 die Vermietung von neuen Waggons aufnahm. Die Flotte umfasst inzwischen 500 Containertragwagen.

### American Steamship Company
Durch den Erwerb der 1907 gegründeten American Steamship Company (ASC) ist GATX seit 1973 Eigner von Massengutfrachtern, die auf den Großen Seen verkehren.